# Curb Records
Pour les articles homonymes, voir Curb (homonymie).
Curb Records est un label d'une compagnie de disque indépendante. Il est fondé par Mike Curb en 1964.

## Artistes produits
- Duane Eddy